# Ed Elisian
Ed Elisian (n. 9 decembrie 1926 – d. 30 august 1959) a fost un pilot american care a evoluat în Campionatul Mondial de Formula 1 între anii 1954 și 1958.
1. 1 2  Prabook
2. ↑  Find a Grave
3. 1 2  Find a Grave, accesat în 13 iunie 2024